# Louis Quenault
Louis Jean Eugène Quenault (Parigi, 2 ottobre 1892 – Marsiglia, 26 aprile 1958) è stato un militare e aviatore francese, appartenente alla squadriglia da ricognizione V 24, noto insieme al suo pilota Joseph Frantz per aver ottenuto nel corso della prima guerra mondiale il primo abbattimento di un velivolo nemico da parte di un altro aereo il 5 ottobre 1914, quando a colpi di mitragliatrice Hotchkiss Mle 1914 distrusse un Aviatik B.I delle Fliegertruppen des deutschen Kaiserreiches tedesche su Jonchery-sur-Vesle.

## Biografia
Nacque nell’XI arrondissement di Parigi il 7 agosto 1852,  figlio naturale di Marie Lanners, cuoca di origine lussemburghese. Riconosciuto all'età di tredici anni de Eugene Leon Quenault, egli assunse il cognome del patrigno. Assunto come meccanico in una ditta che forniva propulsori aeronautici alla Savary di Chartres, strinse amicizia con il capo collaudatore Joseph Frantz.
All’atto della mobilitazione generale del 1914 Frantz riuscì a farlo assegnare all’aviazione, in forza all’Escadrille V24 di stanza a Villers-Semeuse, formando insieme a lui l’equipaggio di un velivolo da ricognizione Voisin III. Nel mese di settembre la sua unità si stabilì sul campo d’aviazione di Lhéry (Marna).
Il 5 ottobre conseguì il primo abbattimento di un velivolo avversario della storia dell’aviazione. Decollato da Lhéry insieme al suo pilota, Frantz, a bordo di un velivolo Voisin III equipaggiato con una mitragliatrice Hotchkiss Mle 1914, distrusse sparando brevi raffiche, un Aviatik B.I  tedesco tra i confini dei comuni di Jonchery-sur-Vesle, Prouilly e Muizon. L’Aviatik  precipitò in fiamme a Jonchery, nei pressi del Quartier generale  della V Armée del generale Franchet d’Espèrey. Tale azione gli valse la concessione della Médaille militaire, mentre Frantz ricevette la Croce di Cavaliere della Legion d’onore. Il 25 gennaio 1915 fu assegnato alla Divisione fucilieri di marina di stanza a Villacoublay, e poi al Campo trincerato di Parigi. Assegnato come meccanico alla fabbrica Voisin, nel dopoguerra si sposò due volte, e a partire dagli anni trenta si stabilì a Marsiglia, dove visse fino alla morte, avvenuta il 26 aprile 1958. Il suo corpo fu sepolto nel cimitero di Peiruys, Alpes-de-Haute-Provence.

### Annotazioni
1. ↑  I due militari tedeschi, il sottufficiale pilota Wilhelm Schlichting e il tenente osservatore Fritz von Zangen rimasero uccisi, e il loro corpi vennero tumulati con gli onori militari per espresso ordine di Franchet d’Espèrey, il quale volle anche che gli oggetti personali loro appartenuti venissero recapitati alla famiglie.

### Fonti
1. ↑  Gentilli 2014, p. 70.
2. ↑  Noetinger 2005, p. 44.
3. ↑  Sumner 2015, p. 49.
4. 1 2 3 4 5 6  Gentilli 2014, p. 72.
5. 1 2  Gentilli 2014, p. 71.
6. 1 2 3 4 5 6  Gentilli 2014, p. 73.
7. ↑  Sumner 2015, p. 50.
8. ↑  Fiche du service de l’aéronautique militaire sur le site Mémoire des hommes.